# Barbara Hershey
Pour les articles homonymes, voir Hershey.
Barbara Hershey, née Barbara Lynn Herzstein le 5 février 1948 dans le quartier de Hollywood à Los Angeles, est une actrice américaine.

## Biographie
Née d'une mère d'origine irlandaise et d'un père d'origine allemande, journaliste hippique. Elle commence la carrière d'actrice par des petits rôles dans trois épisodes de Gidget en 1965, puis dans la série télévisée The Monroes (1966).
Ses débuts au cinéma sont marqués par la comédie Il y a un homme dans le lit de maman (1968) — à laquelle Doris Day participe aussi, mais pour sa dernière fois — ou le western Au paradis à coups de revolver (Heaven with a Gun) de Glenn Ford, où apparaît aussi David Carradine. Tous deux sont un symbole de la contre-culture d'Hollywood, formant un couple dont le premier enfant est appelé « Free » (nom qu'il changea ensuite pour Tom).
La même année, dans Dernier été, elle joue sous la direction de Frank Perry, d'après le roman d'Evan Hunter (plus connu sous son pseudonyme, Ed McBain) ; le film est classé X pour une scène de viol, mais Cathy Burns y est récompensée comme meilleure actrice dans un second rôle aux Oscars. Durant le tournage, une mouette (seagull) fut malencontreusement tuée, ce qui semble avoir impressionné Barbara au point qu'elle prend le pseudonyme de Barbara Seagull pendant les années 1970.
Dans son film The Baby Maker (1970), elle explore l'idée de mère porteuse, renforçant ainsi son image un peu hippie.
C'est sans doute cette image qui lui obtient le rôle principal dans Bertha Boxcar (1972), sous la direction de Martin Scorsese. Pendant le tournage, elle présenta à Scorsese le livre de Níkos Kazantzákis La Dernière Tentation, que Scorsese mit seize ans à adapter à l'écran, et où il fit jouer à Barbara Hershey le rôle de Marie Madeleine.
En 1976, elle joue avec Charlton Heston dans La Loi de la haine. Cependant, son côté hippie va plutôt ralentir sa carrière à la fin des années 1970, et elle n'apparaît alors que dans quelques téléfilms tels Flood! et Sunshine Christmas. En revanche, sa prestation dans Le Diable en boîte de Richard Rush en 1980, sera comme une renaissance.
Dans le film d'horreur de 1981 L'Emprise (The Entity), son interprétation d'une femme violée par un être invisible lui vaudra d'être appelée dix ans plus tard par Michael Douglas pour jouer dans Chute libre.
C'est de la même façon qu'en la voyant jouer une reine abeille manipulatrice, Woody Allen voulut qu'elle joue dans Hannah et ses sœurs. Dans la foulée, elle gagna coup sur coup le prix de la meilleure actrice au Festival de Cannes en 1987 et 1988 pour Le Bayou et Un monde à part.
Pour jouer dans Au fil de la vie en 1988, elle se fit injecter du collagène dans les lèvres, ce qui lui attira des critiques négatives.
En 1990, elle gagne un Emmy Award comme actrice principale remarquable dans une mini-série ou un téléfilm (Outstanding Lead Actress in a Miniseries or Special) pour A Killing in a Small Town. Dans les années 1990, elle participa plutôt à des films indépendants ou des téléfilms.
En jouant Madame Merle dans Portrait de femme, elle est sélectionnée aux Oscars et remporte le prix de meilleur second rôle (Best Supporting Actress) de la National Society of Film Critics. En 1999, elle joue dans Drowning on Dry Land avec Naveen Andrews, avec lequel elle vit une relation, brièvement interrompue en 2005, mais rétablie ensuite.
Elle continue de se produire jusqu'en 2004 dans Riding the Bullet d'après Stephen King.
À partir de 2012, elle obtient un rôle dans la série à succès d'ABC, Once upon a Time, en tant que Cora, la mère de la méchante reine.

### Vie privée
Elle a vécu avec David Carradine (avec qui elle a eu un fils, Tom) de 1969 à 1975, ainsi qu'avec Naveen Andrews, de 21 ans son cadet, jusqu'en 2010.
Elle fut l'épouse de Stephen Douglas d'août 1992 à novembre 1993 avant de divorcer.

## Filmographie

### Cinéma
- 1968 : Il y a un homme dans le lit de maman (With Six You Get Eggroll), d'Howard Morris : Stacey Iverson
- 1969 : Dernier Été (Last Summer), de Frank Perry : Sandy
- 1969 : Au paradis à coups de revolver (Heaven with a Gun), de Lee H. Katzin : Leloopa (indienne)
- 1970 : On n'achète pas le silence (The Liberation of L.B. Jones), de William Wyler : Nella Mundine
- 1970 : The Baby Maker de James Bridges : Tish Gray
- 1971 : The Pursuit of Happiness de Robert Mulligan : Jane Kauffman
- 1972 : Dealing: Or the Berkeley-to-Boston Forty-Brick Lost-Bag Blues de Paul Williams : Susan
- 1972 : Bertha Boxcar (Boxcar Bertha), de Martin Scorsese : 'Boxcar' Bertha Thompson
- 1973 : Angela (Love Comes Quietly) de Nikolai van der Heyde : Angela[3]
- 1974 : The Crazy World of Julius Vrooder d'Arthur Hiller : Zanni[3]
- 1975 : You and Me de David Carradine : serveuse[3]
- 1975 : Un coup de deux milliards de dollars (Diamonds) de Menahem Golan : Sally[3]
- 1976 : Trial by Combat de Kevin Connor : Marion Evans
- 1976 : La Loi de la haine (The Last Hard Men), d'Andrew V. McLaglen : Susan Burgade
- 1980 : Le Diable en boîte (The Stunt Man), de Richard Rush : Nina Franklin
- 1981 : Americana de David Carradine : la fille de Jess
- 1981 : Ça passe ou ça casse (Take This Job and Shove It), de Gus Trikonis : J.M. Halstead
- 1982 : L'Emprise (The Entity), de Sidney J. Furie : Carla Moran
- 1983 : L'Étoffe des héros (The Right Stuff), de Philip Kaufman : Glennis Yeager
- 1984 : Le Meilleur (The Natural), de Barry Levinson : Harriet Bird
- 1986 : Hannah et ses sœurs (Hannah and Her Sisters), de Woody Allen : Lee
- 1986 : Le Grand Défi (Hoosiers), de David Anspaugh : Myra Fleener
- 1987 : Les Filous (Tin Men), de Barry Levinson : Nora Tilley
- 1987 : Le Bayou (Shy People), d'Andreï Kontchalovski : Ruth
- 1988 : Un monde à part (A World Apart), de Chris Menges : Diana Roth
- 1988 : La Dernière Tentation du Christ (The Last Temptation of Christ), de Martin Scorsese : Mary Magdalene
- 1988 : Au fil de la vie (Beaches), de Garry Marshall : Hillary Whitney Essex
- 1990 : Tante Julia et le Scribouillard (Tune in Tomorrow...), de Jon Amiel : tante Julia
- 1991 : Sans aucune défense (Defenseless), de Martin Campbell : Thelma "T.K." Knudsen Katwuller
- 1992 : L'Œil public (The Public Eye), d'Howard Franklin : Kay Levitz
- 1993 : Chute libre (Falling Down), de Joel Schumacher : Elizabeth « Beth » Travino
- 1993 : Swing Kids de Thomas Carter : Frau Müller
- 1993 : Grandeur et Descendance (Splitting Heirs), de Robert Young : duchesse Lucinda
- 1993 : Une femme dangereuse (A Dangerous Woman), de Stephen Gyllenhaal : Frances Beechum
- 1995 : Le Dernier Cheyenne (Last of the Dogmen), de Tab Murphy : Prof. Lillian Diane Sloan
- 1996 : Le Porteur de cercueil (The Pallbearer), de Matt Reeves : Ruth Abernathy
- 1996 : Portrait de femme (The Portrait of a Lady), de Jane Campion : Madame Serena Merle
- 1998 : Frogs for Snakes d'Amos Poe : Eva
- 1998 : La fille d'un soldat ne pleure jamais (A Soldier's Daughter Never Cries) de James Ivory : Marcella Willis
- 1999 : Breakfast of Champions d'Alan Rudolph : Celia Hoover
- 1999 : Passion (Passion: The Story of Percy Grainger), de Peter Duncan : Rose Grainger
- 1999 : Drowning on Dry Land de Carl Colpaert : Kate
- 2001 : Lantana de Ray Lawrence: Dr Valerie Somers
- 2003 : 11:14 de Greg Marcks : Norma
- 2004 : Riding the Bullet de Mick Garris : Jean Parker
- 2004 : The Bird can't fly de Threes Anna : Melody
- 2007 : Love Comes Lately (en) de Jan Schütte : Rosalie
- 2008 : Uncross the Stars de Kenny Golde : Hilda
- 2008 : Childless de Charlie Levi : Natalie
- 2009 : Albert Schweitzer de Gavin Millar : Helene Schweitzer
- 2010 : Black Swan de Darren Aronofsky : Erica Sayers
- 2010 : Insidious de James Wan : Lorraine Lambert
- 2011 : Answers to Nothing de Matthew Leutwyler : Marilyn
- 2013 : Insidious : Chapitre 2 (Insidious Chapter 2), de James Wan : Lorraine Lambert
- 2014 : Sister (en) de David Lascher : Susan Presser
- 2016 : La Neuvième Vie de Louis Drax (The 9th Life of Louis Drax) d'Alexandre Aja
- 2023 : Insidious: The Red Door de Patrick Wilson : Lorraine Lambert (images d'archives)
- 2024 : Séduire la mort (Strange Darling) de JT Mollner (en) : Geneviève

### Télévision
- 1965 - 1966 : Gidget (série télévisée) : Ellen : Karen (3 épisodes)
- 1966 : The Farmer's Daughter (série télévisée) : Lucy (saison 3, épisode 18/21 : The Fall and Rise of Steven Morley / Lo, the Smart Indian)
- 1966 : Bob Hope Presents the Chrysler Theatre (série télévisée) : Casey Holloway (saison 3, épisode 19 : Holloway's Daughters)
- 1966 - 1967 : Les Monroes (série télévisée) : Kathy Monroe
- 1967 : Daniel Boone (série télévisée) : Dinah Hubbard (saison 4, épisode 6 : The King's Shilling)
- 1968 : Match contre la vie (Run for Your Life) (série télévisée) : Sara Jane (saison 3, épisode 20 : Sara-Jane, You Never Whispered Again)
- 1968 : Les Envahisseurs (The Invaders) (série télévisée) : Beth Ferguson (saison 2, épisode 23 : The Miracle)
- 1968 : Le Grand Chaparral (The High Chaparral) (série télévisée) : Moonfire (saison 1, épisode 25 : The Peacemaker)
- 1970 : Insight (série télévisée) : Judy (épisode 241 : The Whole Damn Human Race and One More)
- 1973 : Love Story (série télévisée) : Farrell Edwards (saison 1, épisode 3 : The Roller Coaster Stops Here)
- 1974 : Kung Fu (série télévisée) : Nan Chi[3] (saison 3, épisode 10/11 : Besieged: Death on Cold Mountain / Besieged: Cannon at the Gates)
- 1976 : Déluge sur la ville (Flood!), d'Earl Bellamy (téléfilm) : Mary Cutler
- 1977 : In the Glitter Palace de Robert Butler (téléfilm) : Ellen Lange
- 1977 : Just a Little Inconvenience de Theodore J. Flicker (téléfilm) : Nikki Klausing
- 1977 : Sunshine Christmas de Glenn Jordan (téléfilm) : Cody Blanks
- 1979 : Un homme nommé Intrépide (A Man Called Intrepid) (mini-série) : Madelaine
- 1980 : Tant qu'il y aura des hommes (From Here to Eternity) (série télévisée) : Karen Holmes (saison 1, épisode 1 : Pearl Harbor)
- 1980 : Un ange sur le dos (Angel on My Shoulder), de John Berry (téléfilm) : Julie
- 1982 : Twilight Theater de Perry Rosemond (téléfilm) : divers personnages
- 1982 : American Playhouse (série télévisée) : Call Girl / Lenore (saison 1, épisode 14/15 : Working / Weekend)
- 1983 : Faerie Tale Theatre (série télévisée) : The Maid (saison 2, épisode 2 : The Nightingale)
- 1985 : Mes 400 coups : la légende d'Errol Flynn (My Wicked, Wicked Ways… The Legend of Errol Flynn), de Don Taylor (téléfilm) : Lili Damita
- 1985 : Alfred Hitchcock présente (Alfred Hitchcock Presents) (série télévisée) : Jessie Dean (saison 1, épisode 3 : Wake Me When I'm Dead)
- 1986 : Le piège de l'orchidée (Passion Flower), de Joseph Sargent (téléfilm) : Julia Gaitland
- 1990 : L'empreinte de la folie (A Killing in a Small Town), de Stephen Gyllenhaal (téléfilm) : Candy Morrison
- 1991 : Rage (Paris Trout), de Stephen Gyllenhaal (téléfilm) : Hanna Trout
- 1992 : Stay the Night de Harry Winer (téléfilm) : Jimmie Sue Finger
- 1993 : Lonesome Dove : La Loi des justes (Return to Lonesome Dove) (mini-série) : Clara Allen
- 1994 : La Bible : Abraham (Abraham), de Joseph Sargent (téléfilm) : Sarah
- 1998 : The Staircase (en) (téléfilm) : mère Madalyn
- 2000 : Chicago Hope : La Vie à tout prix (série télévisée) : Dr Francesca Alberghetti (22 épisodes)
- 2002 : Daniel Deronda (mini-série) : comtesse Maria Alcharisi
- 2003 : Le Choix d'une vie (Hunger Point), de Joan Micklin Silver (téléfilm) : Marsha Hunter
- 2003 : The Stranger Beside Me de Paul Shapiro (téléfilm) : Ann Rule
- 2004 : Paradise (téléfilm) de Frank Pierson : Elizabeth Paradise
- 2004 - 2005 : La Famille Carver (The Mountain) (série télévisée) : Gennie Carver (13 épisodes)
- 2008 : Anne of Green Gables: A New Beginning de Kevin Sullivan (téléfilm) : Anne Shirley
- 2010 : Hercule Poirot (série télévisée) : Caroline Hubbard (saison 12, épisode 4 : Le Crime de l'Orient Express)
- 2011 : Aim High
- 2012 : Sandra Chase : Une innocente en prison (Left to Die) de Leon Ichaso (téléfilm) : Sandra Chase
- 2012 - 2015 : Once Upon a Time (série télévisée) : Cora / "Reine de cœur du Pays des Merveilles" (13 épisodes)
- 2013 : Once Upon a Time in Wonderland (série télévisée) : "Reine de cœur du Pays des Merveilles" (saison 1, épisode 11 : Heart of the Matter)
- 2016 : Damien : Ann Rutledge

## Distinctions
- 1967 - Récompensée du Western Heritage Awards pour Fictional Television Drama The Monroes avec l'ensemble de l'équipe du tournage
- 1970 - sélectionnée aux Laurel Awards comme Female New Face dans Last Summer
- 1983 - Prix d'interprétation pour son rôle dans L'Emprise (The Entity) de Sidney J. Furie au Festival international du film fantastique d'Avoriaz 1983
- 1987 - sélectionnée aux BAFTA Awards comme Best Supporting Actress dans Hannah et ses sœurs
- 1987 - Primée au Festival de Cannes comme meilleure actrice dans Le Bayou
- 1988 - Primée au festival de Cannes comme meilleure actrice pour Un monde à part (avec Jodhi May et Linda Mvusi)
- 1989 - sélectionnée aux Golden Globes comme Best Supporting Actress Pour La Dernière Tentation du Christ
- 1990 - Primée aux Emmy Awards comme Outstanding Lead Actress In A Miniseries/TV Film dans Killing in a Small Town
- 1991 - sélectionnée aux Emmy Awards comme Outstanding Lead Actress in A Miniseries/TV Film dans Paris Trout
- 1996 - sélectionnée aux Academy Awards comme Best Supporting Actress dans Portrait de femme
- 2011 - sélectionnée aux BAFTA comme Best Supporting Actress dans Black Swan

## Voix françaises
- Élisabeth Wiener dans :
  - L'Emprise (1982)
  - Les Filous (1987)
  - La Dernière Tentation du Christ (1988)
  - Black Swan (2011)

- Béatrice Delfe dans :
  - Chute libre (1993)
  - Insidious (2010)
  - Insidious : Chapitre 2 (2013)
  - La Neuvième Vie de Louis Drax (2016)

- Blanche Ravalec dans :
  - La Famille Carver (2004-2005)
  - Once Upon a Time (2012-2016)
  - X-Files : Aux frontières du réel (2018)

- Françoise Dorner dans :
  - Hannah et ses sœurs (1986)
  - Swing Kids (1993)

- Sophie Deschaumes dans :
  - Chicago Hope : La Vie à tout prix (1999-2000)
  - Sandra Chase : Une innocente en prison (2012)

- Danièle Ajoret dans Au paradis à coups de revolver (1969)
- Séverine Morisot dans Bertha Boxcar (1972)
- Claude Chantal dans La Loi de la haine (1976)
- Christine Delaroche dans L'Étoffe des héros (1983)
- Perrette Pradier dans Le Meilleur (1984)
- Frédérique Tirmont dans Le Grand Défi (1986)
- Brigitte Aubry dans Breakfast of Champions (1999)
- Frédérique Cantrel dans 11:14 (2003)